# East End (Kajmany)
East End – miejscowość turystyczna na Kajmanach, położona na wyspie Wielki Kajman. Liczy 1369 mieszkańców (2010).